# 지포스 2 시리즈
지포스 2 시리즈(코드명 NV15)는 엔비디아의 지포스 계열 그래픽 처리 장치(GPU) 중 2세대 제품이다. 2000년에 출시되었으며, 지포스 256의 후속작이다.
지포스 2 제품군은 여러 모델로 구성되어 있다. 지포스 2 GTS, 지포스 2 울트라, 지포스 2 프로, 지포스 2 Ti는 오리지널 아키텍처(NV15)를 기반으로 하며, 칩 및 메모리 클럭 속도만 다르다. 저가형 및 OEM 시장을 위해 지포스 2 MX 시리즈(NV11)가 개발되었으며, 노트북용 지포스 2 Go도 이 시리즈에서 파생되었다. 또한, 지포스 2 아키텍처는 쿼드로 2 Pro, 2 MXR, 2 EX 카드에 특수 드라이버와 함께 컴퓨터 지원 설계 애플리케이션 가속을 위해 사용된다.

## 아키텍처

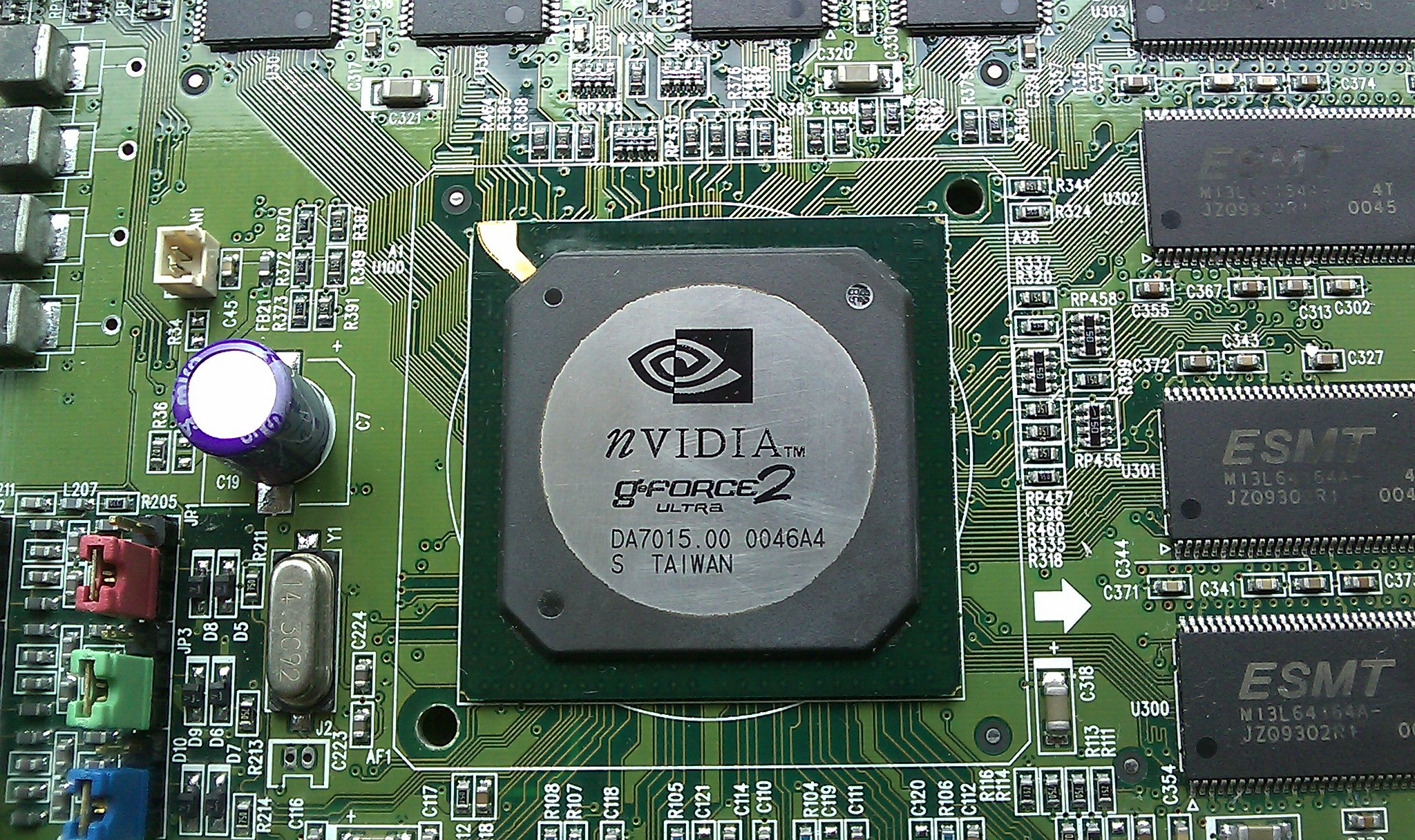
지포스 2 울트라 GPU

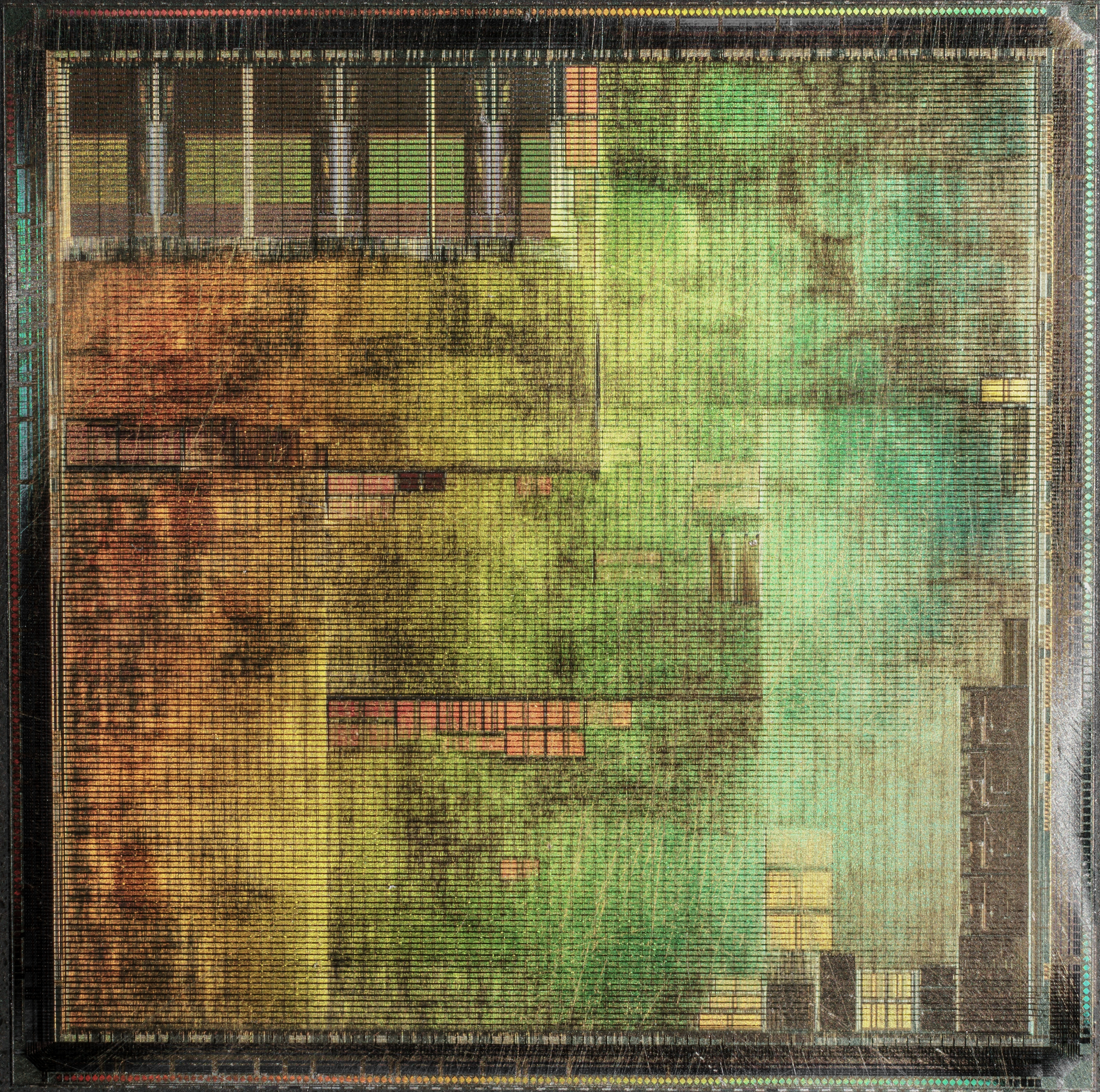
지포스 2 GPU의 다이샷

지포스 2 아키텍처(NV15)는 이전 지포스 256 라인과 유사하지만 여러 개선 사항이 있다. 220 nm 공정의 지포스 256과 비교하여 지포스 2는 180 nm 제조 공정으로 제작되어 실리콘 밀도를 높이고 더 많은 트랜지스터와 더 높은 클럭 속도를 가능하게 했다. 3D 가속을 위한 가장 중요한 변화는 4개의 픽셀 파이프라인 각각에 두 번째 텍스처 매핑 유닛이 추가된 것이다. 일부에서는 두 번째 TMU가 원래 Geforce NSR(Nvidia Shading Rasterizer)에 있었지만 하드웨어 버그로 인해 이중 텍스처링이 비활성화되었다고 말한다. NSR의 단일 사이클 삼선형 텍스처 필터링 능력은 이러한 주장을 뒷받침한다. 이로 인해 이전 세대 대비 클럭당 텍스처 필레이트가 두 배로 증가했으며, 지포스 2 GTS의 명칭 접미사(GigaTexel Shader)의 이유이기도 하다. 지포스 2는 또한 NSR(Nvidia Shading Rasterizer)을 공식적으로 도입했는데, 이는 나중의 픽셀 셰이더와 다소 유사한 원시적인 형태의 프로그래밍 가능한 픽셀 파이프라인이다. 이 기능은 지포스 256에도 존재했지만 공개되지 않았다. 또 다른 하드웨어 개선 사항은 HDVP(고화질 비디오 프로세서)라고 불리는 업그레이드된 비디오 처리 파이프라인이다. HDVP는 HDTV 해상도(MP@HL)로 모션 비디오 재생을 지원한다.
3D 벤치마크 및 게임 애플리케이션에서 지포스 2 GTS는 이전 제품보다 최대 40% 더 나은 성능을 보인다. OpenGL 게임(예: 퀘이크 3 아레나)에서는 16 bpp 및 32 bpp 디스플레이 모드 모두에서 ATI Radeon DDR 및 3dfx Voodoo 5 5500 카드보다 성능이 뛰어나다. 그러나 32 bpp로 실행되는 Direct3D 게임에서는 Radeon DDR이 때때로 선두를 차지하기도 한다.
지포스 2(NV15) 아키텍처는 메모리 대역폭 제약이 상당히 크다. GPU는 최적화되지 않은 Z-버퍼 사용, 숨겨진 표면 렌더링, 그리고 상대적으로 비효율적인 RAM 컨트롤러로 인해 메모리 대역폭과 픽셀 필레이트를 낭비한다. 지포스 2 GTS의 주요 경쟁 제품인 Radeon DDR(R100)은 이러한 문제를 해결하는 하드웨어 기능(HyperZ라고 불림)을 가지고 있다. 지포스 2 GPU의 비효율적인 특성 때문에 이론적 성능 잠재력에 미치지 못했고, 라데온은 훨씬 덜 강력한 3D 아키텍처에도 불구하고 강력한 경쟁력을 제공했다. 지포스 4 MX에 사용된 NV11 디자인의 후속 NV17 개정판은 더 효율적이었다.

### 출시
오리지널 지포스 2 GTS 이후 처음으로 출시된 모델은 2000년 9월 7일에 출시된 지포스 2 울트라와 지포스 2 MX였다. 2000년 9월 29일 엔비디아는 16MB 및 32MB 비디오 메모리를 탑재한 그래픽 카드를 출하하기 시작했다.
GTS와 아키텍처적으로 동일한 울트라는 단순히 더 높은 코어 및 메모리 클럭 속도를 가졌다. 틈새 제품으로 의도되었던 지포스 2 울트라는 3dfx가 파산하면서 출시되지 못했던 부두 5 6000으로 선두를 빼앗기는 것을 막기 위함이라는 소문이 있었다. 울트라 모델은 초기 지포스 3 제품보다 필레이트가 현저히 낮았기 때문에 일부 경우에 초기 지포스 3 제품보다 실제로 성능이 뛰어났다. 그러나 울트라는 지포스 3의 새로운 메모리 대역폭/필레이트 효율성 메커니즘 때문에 안티 앨리어싱이 활성화되면 우위를 잃는다. 게다가 지포스 3는 DirectX 8.0 게임을 위한 프로그래밍 가능한 버텍스 및 픽셀 셰이더와 함께 우월한 차세대 기능을 가지고 있다.
울트라 직후에 출시된 지포스 2 프로는 고가형 울트라의 대안으로, GTS보다 빠르다.
2001년 10월, 지포스 2 Ti는 지포스 3의 더 저렴하고 덜 진보된 대안으로 포지셔닝되었다. GTS 및 프로보다 빠르고 울트라보다 느린 지포스 2 Ti는 Radeon 7500(RV200)과 경쟁력 있는 성능을 보였지만, 7500은 듀얼 디스플레이 지원이라는 이점이 있었다. 이 중급형 지포스 2는 2002년 1월에 지포스 4 MX 시리즈로 예산/성능 선택지로 대체되었다.
엔비디아는 2001년 제품 웹 페이지에서 처음에는 울트라를 나머지 지포스 2 라인업(GTS, Pro, Ti)과 별도의 제품으로 분류했지만, 2002년 후반 지포스 2가 단종된 제품 라인(지포스 4 MX로 대체됨)으로 간주되면서 울트라는 GTS, Pro, Ti와 함께 지포스 2 정보 페이지에 포함되었다.

## 지포스 2 MX

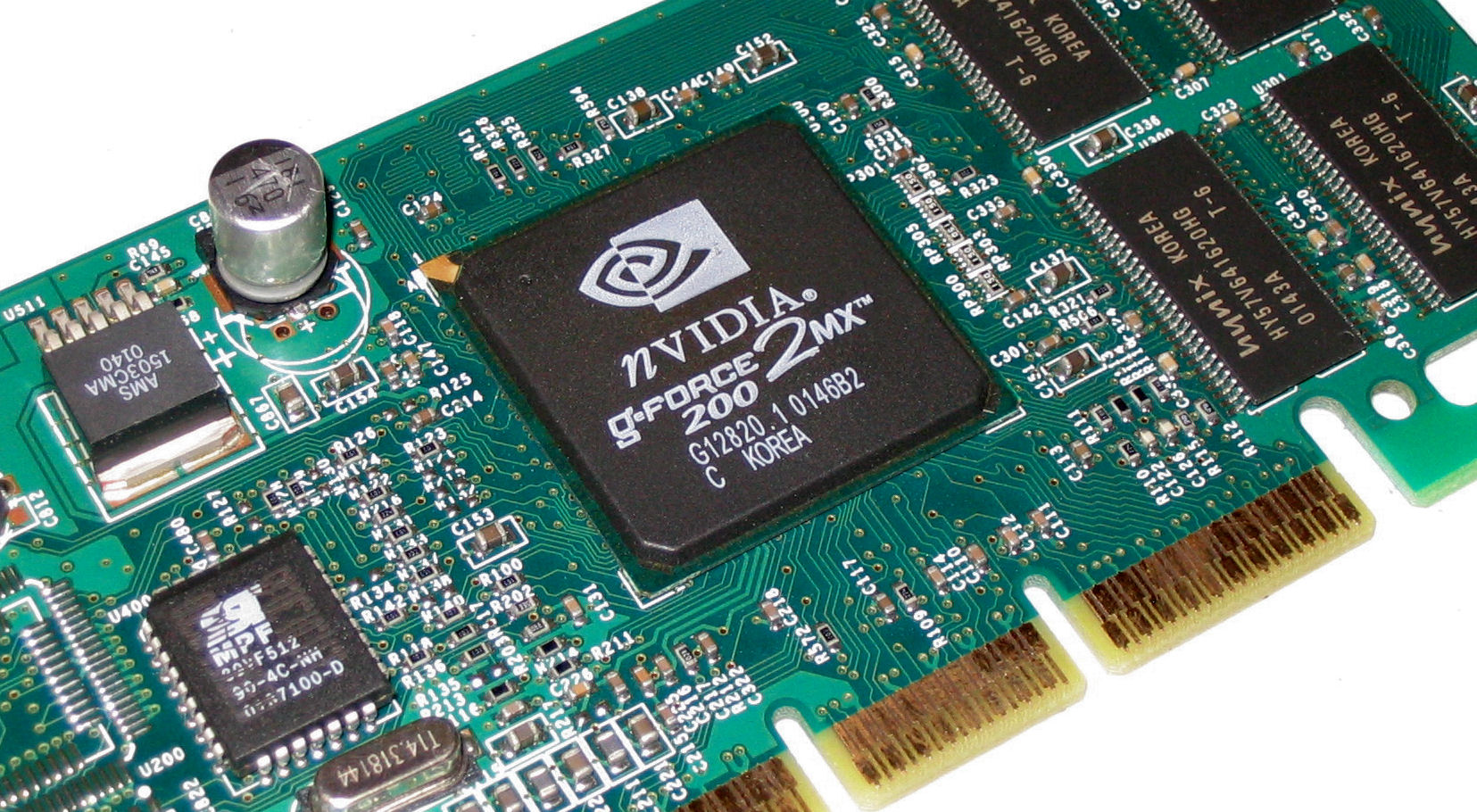
지포스 2 MX200 AGP

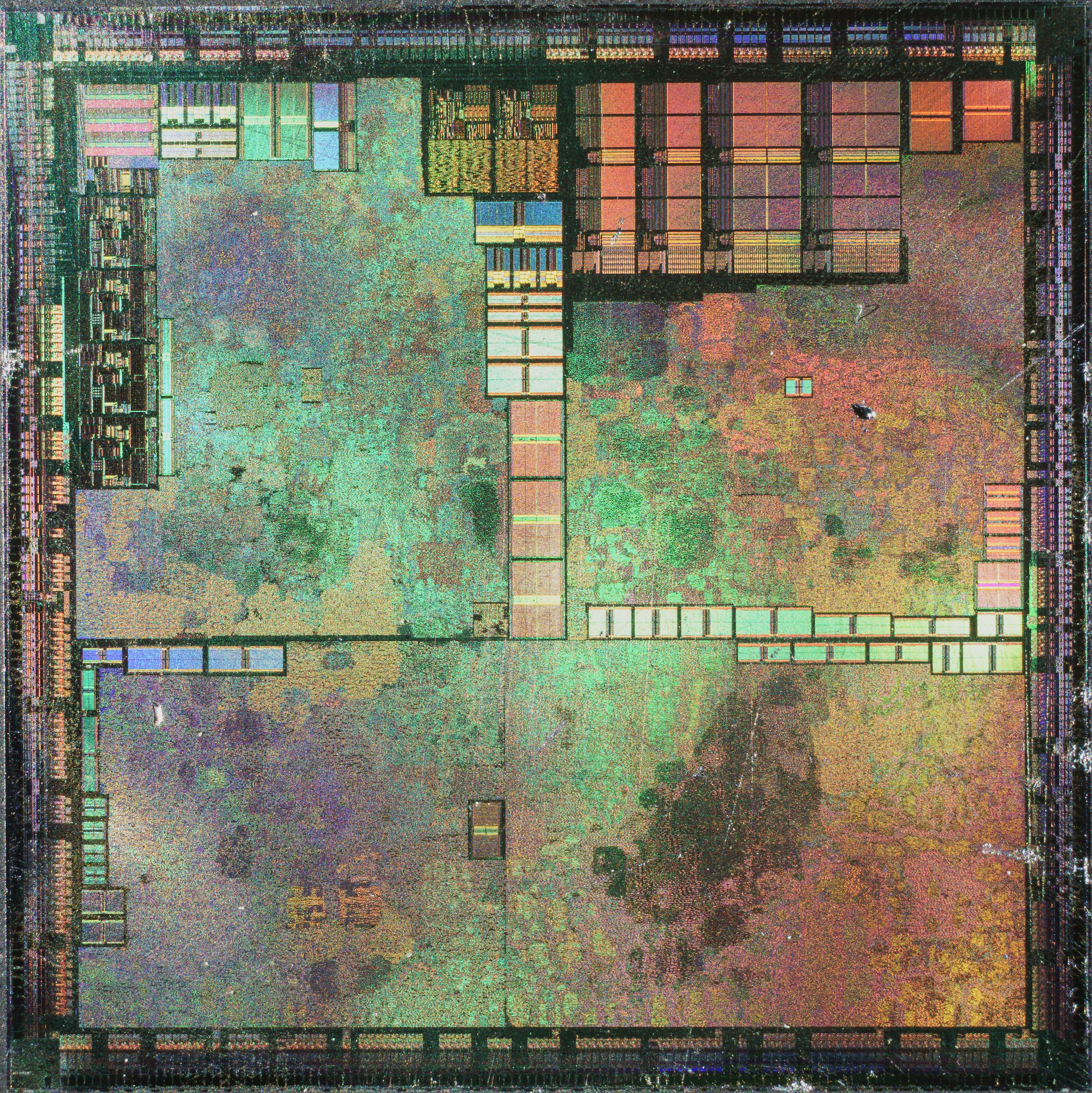
MX400 GPU의 다이샷

이전 지포스 256 라인에 저가형 변형이 없었기 때문에 리바 TNT2 시리즈가 "저가형" 역할을 맡았지만, 비교적 구식의 기능 세트를 가지고 있었다. 더 나은 저가형 옵션을 만들기 위해 엔비디아는 지포스 2 MX 시리즈(NV11)를 개발했는데, 이는 일반 지포스 2(NV15)와 유사한 표준 기능 세트를 제공하며, 낮은 성능 범주에 의해 제한될 뿐이었다. 생산 비용을 절감하기 위해 지포스 2 MX 카드는 두 개의 3D 픽셀 파이프라인이 제거되었고 가용 메모리 대역폭이 감소했다. 이 카드들은 32에서 128 비트 범위의 메모리 버스 폭을 가진 SDR SDRAM 또는 DDR SDRAM을 활용하여 회로 기판 비용을 다양화할 수 있었다. MX 시리즈는 또한 지포스 256 및 지포스 2에는 없었던 듀얼 디스플레이 지원을 제공했다. 지포스 256에 가까운 성능을 제공하면서도 생산 비용이 훨씬 저렴했던 지포스 2 MX는 OEM 및 예산 시장에서 성공을 거두었다.
OEM 및 예산 부문의 주요 경쟁자는 ATI의 Radeon SDR(클럭/메모리 속도 및 메모리 구성에 관계없이 다른 모든 R100 칩 장착 카드와 함께 나중에 총칭하여 Radeon 7200으로 이름이 변경됨), Radeon VE(RV100)(나중에 Radeon 7000으로 이름이 변경됨), 그리고 3dfx Voodoo4 4500이었다. 고가형 Radeon 32MB DDR(미화 230달러)와 동일한 R100 GPU를 공유하는 Radeon SDR(미화 150달러)은 더 비싼 형제 제품에 탑재된 DDR SDRAM 대신 SDR SDRAM을 탑재했지만, 이는 지포스 2 MX와 가격을 맞추기에는 비용 절감 효과가 충분하지 않았다. 지포스 2 MX 출시 3개월 후에 출시된 Radeon SDR은 멀티 모니터 지원이 부족했지만 지포스 2 MX보다 빠른 32비트 3D 렌더링 성능을 보였다. 3dfx의 Voodoo4 4500은 너무 늦게 출시되었고, 미화 150달러로 너무 비쌌으며, 엔비디아나 ATI의 제품과 경쟁하기에는 너무 느렸고, 멀티 모니터 지원도 부족했다. 다음으로 Radeon VE의 RV100 GPU는 생산 비용을 절감하기 위해 R100에서 크게 축소되었으므로, 당시 Direct3D 7의 주요 특징이었던 하드웨어 T&L을 제공하지 않았다. 또한 Radeon VE는 단일 렌더링 파이프라인만 탑재하여 지포스 2 MX보다 훨씬 낮은 필레이트를 생산했다. 그러나 Radeon VE(미화 100달러)는 지포스 2 MX와 가격을 맞추면서도 듀얼 모니터 디스플레이 소프트웨어가 다소 우수하다는 장점이 있었다.
시리즈 구성원으로는 지포스 2 MX, MX400, MX200, MX100이 있다. 이 GPU는 또한 엔포스 칩셋 라인에 통합 그래픽 프로세서로 사용되었고, 노트북용 모바일 그래픽 칩인 지포스 2 Go로도 사용되었다.
엔비디아 지포스 2 MX 400은 제한된 기능으로 인해 종종 기대에 미치지 못하는 것으로 평가된다. 32MB의 SDR 메모리와 셀시우스 디자인 기반의 구식 아키텍처로는 효율적인 성능을 발휘하기 어렵다. 낮은 200MHz의 GPU 클럭 속도와 DirectX 7.0만 지원하는 점은 최신 게임 및 애플리케이션을 처리하는 능력을 더욱 저해한다. 오늘날의 기술 관점에서 지포스 2 MX 400은 구식이며 대부분의 그래픽 집약적인 작업에는 부적합한 것으로 간주된다.

## 후속작
지포스 2(비 MX) 라인의 후속작은 지포스 3이다. 비 MX 지포스 2 라인은 가격이 인하되었고, 고급형 지포스 3 제품의 중급형 대안을 제공하기 위해 지포스 2 Ti가 추가되었다.
나중에 지포스 2와 지포스 2 MX 라인 모두 지포스 4 MX로 대체되었다.

## 모델
- 모든 모델은 트윈뷰 듀얼 디스플레이 아키텍처, 2세대 T&L(Transform and Lighting)을 지원한다.
- 지포스 2 MX 모델은 디지털 바이브런스 컨트롤(DVC)을 지원한다.

| 모델                             | 출시            | 암호명                 | 제조 공정 (nm) | 트랜지스터 (백만) | 다이 크기 (mm2) | 버스 인터페이스 | 코어 클럭 (MHz) | 메모리 클럭 (MHz)       | 코어 구성 | 필레이트      | 필레이트  | 필레이트  | 필레이트    | 메모리             | 메모리            | 메모리    | 메모리                | 성능 (GFLOPS FP32) | TDP (와트) |
| 모델                             | 출시            | 암호명                 | 제조 공정 (nm) | 트랜지스터 (백만) | 다이 크기 (mm2) | 버스 인터페이스 | 코어 클럭 (MHz) | 메모리 클럭 (MHz)       | 코어 구성 | MOperations/s | MPixels/s | MTexels/s | MVertices/s | 크기 (MB)          | 대역폭 (GB/s)     | 버스 종류 | 버스 폭 (비트)        | 성능 (GFLOPS FP32) | TDP (와트) |
| -------------------------------- | --------------- | ---------------------- | -------------- | ----------------- | --------------- | --------------- | --------------- | ----------------------- | --------- | ------------- | --------- | --------- | ----------- | ------------------ | ----------------- | --------- | --------------------- | ------------------ | ---------- |
| 지포스 2 MX IGP + 엔포스 220/420 | 2001년 6월 4일  | NV1A (IGP) / NV11 (MX) | TSMC 180 nm    | 20                | 64              | FSB             | 175             | 133                     | 2:4:2     | 350           | 350       | 700       | 0           | 최대 32 시스템 RAM | 2.128 4.256       | DDR       | 64 128                | 0.700              | 3          |
| 지포스 2 MX200                   | 2001년 3월 3일  | NV1A (IGP) / NV11 (MX) | TSMC 180 nm    | 20                | 64              | AGP 4x, PCI     | 175             | 166                     | 2:4:2     | 350           | 350       | 700       | 0           | 32 64              | 1.328             | SDR       | 64                    | 0.700              | 1          |
| 지포스 2 MX                      | 2000년 6월 28일 | NV1A (IGP) / NV11 (MX) | TSMC 180 nm    | 20                | 64              | AGP 4x, PCI     | 175             | 166                     | 2:4:2     | 350           | 350       | 700       | 0           | 32 64              | 2.656             | SDR       | 128                   | 0.700              | 4          |
| 지포스 2 MX400                   | 2001년 3월 3일  | NV1A (IGP) / NV11 (MX) | TSMC 180 nm    | 20                | 64              | AGP 4x, PCI     | 200             | 166,200 (SDR) 166 (DDR) | 2:4:2     | 400           | 400       | 800       | 0           | 32 64              | 1.328 3.200 2.656 | SDR DDR   | 64/128 (SDR) 64 (DDR) | 0.800              | 5          |
| 지포스 2 GTS                     | 2000년 4월 26일 | NV15                   | TSMC 180 nm    | 25                | 88              | AGP 4x          | 200             | 166                     | 4:8:4     | 800           | 800       | 1,600     | 0           | 32 64              | 5.312             | DDR       | 128                   | 1.600              | 6          |
| 지포스 2 프로                    | 2000년 12월 5일 | NV15                   | TSMC 180 nm    | 25                | 88              | AGP 4x          | 200             | 200                     | 4:8:4     | 800           | 800       | 1,600     | 0           | 32 64              | 6.4               | DDR       | 128                   | 1.600              | ?          |
| 지포스 2 Ti                      | 2001년 10월 1일 | NV15                   | TSMC 150 nm    | 25                | 88              | AGP 4x          | 250             | 200                     | 4:8:4     | 1,000         | 1,000     | 2,000     | 0           | 32 64              | 6.4               | DDR       | 128                   | 2.000              | ?          |
| 지포스 2 울트라                  | 2000년 8월 14일 | NV15                   | TSMC 180 nm    | 25                | 88              | AGP 4x          | 250             | 230                     | 4:8:4     | 1,000         | 1,000     | 2,000     | 0           | 64                 | 7.36              | DDR       | 128                   | 2.000              | ?          |

1. ↑  픽셀 파이프라인: 텍스처 매핑 유닛: 렌더 출력 유닛

### 지포스 2 Go 모바일 GPU 시리즈
- 모바일 GPU는 메인보드 또는 일부 MXM에 납땜된다.
- 모든 모델은 180nm 제조 공정으로 생산된다.

| 모델            | 출시             | 암호명 | 버스 인터페이스 | 코어 클럭 (MHz) | 메모리 클럭 (MHz) | 코어 구성 | 필레이트      | 필레이트  | 필레이트  | 필레이트    | 메모리    | 메모리        | 메모리    | 메모리         |
| 모델            | 출시             | 암호명 | 버스 인터페이스 | 코어 클럭 (MHz) | 메모리 클럭 (MHz) | 코어 구성 | MOperations/s | MPixels/s | MTexels/s | MVertices/s | 크기 (MB) | 대역폭 (GB/s) | 버스 종류 | 버스 폭 (비트) |
| --------------- | ---------------- | ------ | --------------- | --------------- | ----------------- | --------- | ------------- | --------- | --------- | ----------- | --------- | ------------- | --------- | -------------- |
| 지포스 2 Go 100 | 2001년 2월 6일   | NV11M  | AGP 4x          | 125             | 332               | 2:0:4:2   | 250           | 250       | 500       | 0           | 8, 16     | 1.328         | DDR       | 32             |
| 지포스 2 Go     | 2000년 11월 11일 | NV11M  | AGP 4x          | 143             | 166 332           | 2:0:4:2   | 286           | 286       | 572       | 0           | 16, 32    | 2.656         | SDR DDR   | 128 64         |
| 지포스 2 Go 200 | 2001년 2월 6일   | NV11M  | AGP 4x          | 143             | 332               | 2:0:4:2   | 286           | 286       | 572       | 0           | 16, 32    | 2.656         | DDR       | 64             |

1. ↑  픽셀 셰이더: 버텍스 셰이더: 텍스처 매핑 유닛: 렌더 출력 유닛

## 지원 중단

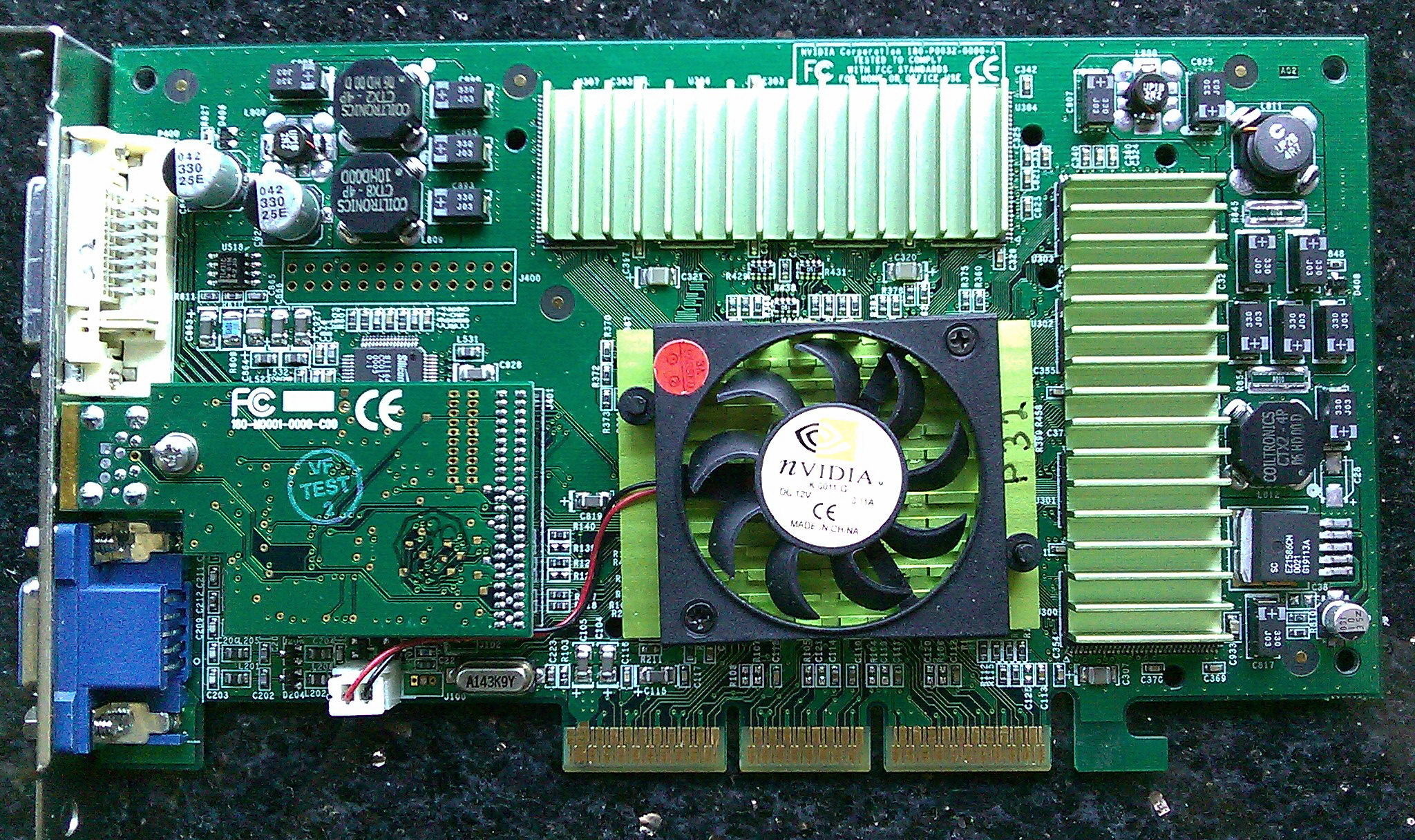
엔비디아 지포스 2 울트라

엔비디아는 지포스 2 시리즈에 대한 드라이버 지원을 중단했으며, 2005년에 GTS, Pro, Ti 및 Ultra 모델을, 2007년에 MX 모델을 마지막으로 지원했다.

### 최종 드라이버
지포스 2 GTS, 지포스 2 Pro, 지포스 2 Ti 및 지포스 2 Ultra:
- Windows 9x & Windows Me: 2005년 3월 11일 출시된 71.84; 다운로드; 제품 지원 목록 Windows 95/98/Me – 71.84.
- Windows 2000 & 32비트 Windows XP: 2005년 4월 14일 출시된 71.89; 다운로드; 제품 지원 목록 Windows XP/2000 - 71.84.
- Linux 32비트: 2011년 8월 17일 출시된 71.86.15; 다운로드

지포스 2 MX & MX x00 시리즈:
- Windows 9x & Windows Me: 2005년 12월 21일 출시된 81.98; 다운로드; 제품 지원 목록 Windows 95/98/Me – 81.98.
  - Windows 9x/Me용 드라이버 버전 81.98은 엔비디아가 이러한 시스템용으로 출시한 마지막 드라이버 버전이었다. 이후 이러한 시스템용으로 새로운 공식 릴리스는 없었다.
- Windows 2000, 32비트 Windows XP & Media Center Edition: 2006년 11월 2일 출시된 93.71; 다운로드. (제품 지원 목록도 이 페이지에 있음)
  - Windows 2000, 32비트 Windows XP & Media Center Edition용으로도 2006년 11월 28일 출시된 베타 드라이버 93.81을 사용할 수 있다; ForceWare Release 90 Version 93.81 - BETA.
- Linux 32비트: 2012년 9월 14일 출시된 96.43.23; 다운로드

Windows 2000/XP용 드라이버는 Windows Vista 및 7과 같은 이후 버전의 Windows에도 설치할 수 있지만, 이러한 운영 체제의 데스크톱 컴포지팅 또는 Aero 효과는 지원하지 않는다.
참고: 94.24(2006년 5월 17일 출시)가 지포스 2 MX 시리즈를 지원한다고 문서에 명시되어 있지만, 실제로는 지원하지 않는다(94.24는 지포스 6 및 지포스 7 시리즈만 지원한다).
Windows 95/98/Me 드라이버 아카이브

Windows XP/2000 드라이버 아카이브

Unix 드라이버 아카이브

## 경쟁 칩셋
- 3dfx 부두 5
- ATI 라데온
- 파워VR 시리즈 3 (키로)

## 같이 보기
- 그래픽 카드